# بازمونت
بازمونت (به فرانسوی: Bazemont) یک کمون (فرانسه) در فرانسه است که در ایولین واقع شده‌است. بازمونت ۶٫۵۹ کیلومتر مربع مساحت دارد ۱۲۰ متر بالاتر از سطح دریا واقع شده‌است.